# Tèrmits
|  | No s'ha de confondre amb termita. |

Els tèrmits o isòpters (Isoptera, del grec iso, ‘igual’ i pteron, ‘ala’) són una epifamília d'insectes neòpters de l'ordre Blattodea. Es coneixen popularment per la locució «formigues blanques», denominació força desafortunada car no tenen gaire a veure amb les formigues. Són un grup d'insectes socials que mengen fusta i altres materials rics en cel·lulosa. La major part dels tèrmits són de climes tropicals o subtropicals, però unes quantes espècies viuen en climes temperats. Es coneixen unes 3.000 espècies de tèrmits.

## Característiques
El nom d'isòpters fa referència al fet que les formes alades presenten dos parells d'ales d'igual mida. Són un grup d'insectes socials que mengen fusta i altres materials rics en cel·lulosa. La major part dels tèrmits són de climes tropicals o subtropicals, però unes quantes espècies viuen en climes temperats.
Els tèrmits per si mateixos no són capaços de digerir la cel·lulosa, però poden aprofitar els seus nutrients gràcies a la degradació de cel·lulosa que realitzen protozous que viuen en simbiosi dins de l'aparell digestiu de les obreres. Les altres castes reben l'aliment ja digerit que les obreres regurgiten a la seva boca, procés conegut com a trofolàxia.
Els tèrmits tenen importància econòmica com a plaga en estructures de fusta, obres d'art i productes emmagatzemats. Sis espècies han estat introduïdes des d'altres regions com a plagues urbanes.
Viuen en colònies que poden comptar amb més de 2 milions d'individus. A cada colònia, la reina és l'única que pon ous. La majoria dels individus de la colònia no tenen ales però durant l'època de reproducció algunes les desenvolupen i abandonen el termiter per formar colònies pròpies.
Són abundants i diversos a l'Amèrica del Sud, Àfrica i Austràlia, particularment en els boscos tropicals de terres baixes i sabanes. Algunes espècies de tèrmits són:
- Macrotermes natalensis - tèrmit de la sabana africana
- Amitermes meridionalis - tèrmit brúixola
- Nasutitermes - tèrmit de l'arbre
- Kalotermes flavicolis
- Reticulotermes

## Castes de tèrmits

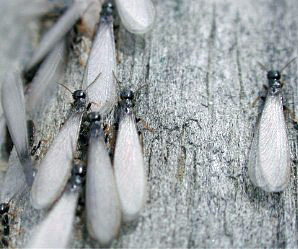
Aspecte dels individus alats que solen emergir a la primavera o la tardor, segons l'espècie.

Una colònia de tèrmits consisteix en tres castes bàsiques: obreres, soldats i reproductius

### Obreres
Són àpteres, sexualment immadures i, a excepció de la família Hodotermitidae, són cegues. Aquesta casta compleix un paper important a les colònies, ja que és la que desenvolupa la major part de les feines al niu, com ara: 
- Construcció i manteniment del niu.
- La cura i alimentació dels joves.
- Alimentació de les castes que no es poden alimentar per si mateixes, com els soldats i la parella reial.
- Elaboració de túnels per a la recerca d'aliment.
- Brunyiment i neteja d'altres castes.

### Soldats
Són individus amb un cap fortament esclerotitzat que mostren adaptacions defensives com ara mandíbules allargades, amb forma de tenalles i amb una glàndula per produir una secreció defensiva. Els soldats són estèrils permanentment. El paper dels soldats és la defensa de les colònies.

### Reproductors
- Alats. Els alats són imagos que encara mantenen les seves ales. Els reproductors alats són els que poden produir noves reines i reis. Els alats surten massivament de la colònia, quan es troben se succeeixen els aparellaments en túnels per evadir els depredadors. Els alats perden les ales immediatament després del contacte amb el sexe oposat.
- Parella reial (reina i rei). Són les femelles i els mascles que són activament reproductius en una colònia.
- Reproductors secundaris. En el cas que la reina mori o que es faci molt vella i la seva producció d'ous decreixi, es poden produir reines substitutes.

## Tipus de nius

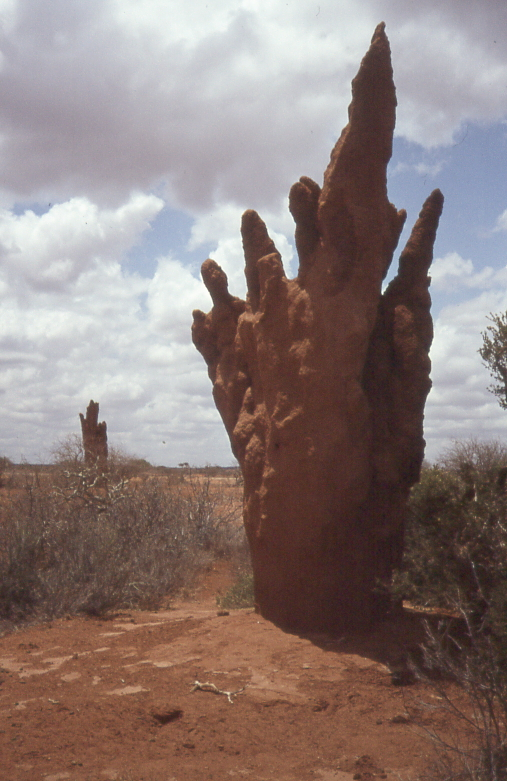
Niu epigeu a Somàlia

Una altra característica de tots els insectes eusocials són els nius, dins dels tèrmits aquests són distingibles per la seva gran diversitat, alguns cops presenten una arquitectura complexa, podent arribar a assolir mides formidables (mes que 1.000 m³) en alguns Macrotermits.
L'hàbitat primitiu dels tèrmits va ser probablement dins de fusta morta, com troncs, parts mortes d'arbres vius; on la societat establia aliment i refugi, el que denominem com a nius d'una peça.
Dins del grup de nius separats es distingeixen tres principals categories: 
- Nius subterranis, completament per sota del nivell del terra,
- Nius epigeus, que sobresurten de la superfície del terra (monticles)
- Nius arborícoles, construïts en troncs o en la branca d'un arbre, que sempre està units a terra per galeries cobertes.

Tanmateix, hi ha alguns nius intermedis. Els nius epigeus sempre tenen una part basal subterrània, més o menys important però de vegades preponderant com a Hodotermitidae. Alguns nius epigeus estan construïts contra el tronc d'un arbre i si la base és reduïda tendeix a fer-se arbori.

## Taxonomia i filogènesi
Recents proves d'ADN defensen la hipòtesi, basada originàriament en la morfologia, que els tèrmits són les espècies més properament emparentades amb els blatodeus xilòfags, coma ara les pertanyents al gènere Cryptocercus). Recentment això ha conduït alguns autors a proposar que els tèrmits es podrien reclassificar com una família única, Termitidae dins de l'ordre Blattodea, que conté les paneroles o escarabats de cuina. Tot i això, la majoria d'investigadors advoquen per la menys dràstica mesura de mantenir el grup Isoptera, però com a grup subordinat a les paneroles veritables, preservant la classificació interna dels tèrmits.
Fins al 1996, s'havien identificat al voltant de 2.800 espècies, classificades en set famílies: Arxivat 2005-12-23 a Wayback Machine.
- Termopsidae (5 gèneres, 20 espècies)
  - Porotermitinae
  - Stolotermitinae
  - Termopsinae

- Hodotermitidae (3 gèneres, 19 espècies)
  - Hodotermitinae

- Mastotermitidae (1 espècies, Mastotermes darwiniensis)

- Kalotermitidae (22 gèneres, 419 espècies)

- Rhinotermitidae (14 genera, 343 espècies)
  - Coptotermitinae Holmgren
  - Heterotermitinae Froggatt
  - Prorhinoterminae (Quennedey & Deligne, 1975)
  - Psammotermitinae Holmgren
  - Rhinotermitinae Froggatt
  - Stylotermitinae Holmgren, K & N, 1917
  - Termitogetoninae Holmgren

- Serritermitidae (1 espècie: Serritermes serrifer)

- Termitidae (236 gèneres, 1958 espècies)
  - Amitermitinae (17 gèneres, 295 espècies)
  - Apicotermitinae (43 gèneres, 202 espècies)
  - Cubitermitinae (28 gèneres, 161 espècies)
  - Macrotermitinae (14 gèneres, 349 espècies)
  - Nasutitermitinae (91 gèneres, 663 espècies)
  - Termitinae (43 gèneres, 288 espècies)